# Goliathiceras
A Goliathiceras a fejlábúak (Cephalopoda) osztályának fosszilis Ammonitida rendjébe, ezen belül a Cardioceratidae családjába tartozó nem.

## Tudnivalók
A Goliathiceras-fajok a középső jura kor végétől, azaz a callovi korszaktól, egészen a késő jura korhoz tartozó oxfordi nevű korszak végéig maradtak fent, mindegy 161,2-155,7 millió évvel ezelőtt.
Maradványaikat a következő országokban találták meg: az Amerikai Egyesült Államok, az Egyesült Királyság, Franciaország és Németország.

## Rendszerezés
A nembe az alábbi 7 faj tartozik:
- Goliathiceras chamoussetiforme Arkell, 1943
- Goliathiceras elegans Arkell, 1943
- Goliathiceras hoveyi (Reeside, 1919)
- Goliathiceras hyperbolicum (J. Leckenby)
- Goliathiceras pavlovoides Arkell, 1943
- Goliathiceras russelli (Reeside, 1919)
- Goliathiceras titan Arkell, 1943